# Nicole Vaidišová
Nicole Vaidišová; (używała również nazwiska Štěpánková) (ur. 23 kwietnia 1989 w Norymberdze) – czeska tenisistka, występująca na światowych kortach od 2003 do 2010 roku oraz ponownie od 2014 do 2016 roku. Półfinalistka Australian Open 2007 i French Open 2006 w grze pojedynczej, klasyfikowana w rankingu WTA na 7. miejscu w grze pojedynczej (2007) i na 128. miejscu w grze podwójnej (2006), reprezentantka Czech w Pucharze Federacji i na letnich igrzyskach olimpijskich. Tenisistka praworęczna z oburęcznym backhandem. Jedna z najmłodszych triumfatorek turniejów WTA w erze open

## Kariera tenisowa
Nicole Vaidišová rozpoczęła treningi tenisowe w wieku sześciu lat pod kierunkiem swojego ojczyma Alexa Kodata. Trenowała w akademii tenisowej Nicka Bollettieriego w Bradenton na Florydzie. Od 2002 występowała w turniejach juniorskich Międzynarodowej Federacji Tenisowej. W grudniu 2003 wygrała prestiżowe mistrzostwa Orange Bowl w Miami, a w styczniu 2004 zagrała w finale Australian Open zarówno w grze pojedynczej, gdzie przegrała z Szachar Pe’er, jak i w grze podwójnej. W tym samym roku doszła do ćwierćfinału Wimbledonu, pokonana przez Wiktoryję Azarankę. W klasyfikacji juniorek zajmowała najwyżej trzecie miejsce (24 maja 2004).
Status profesjonalnej tenisistki otrzymała w 2003 roku.

### Gra pojedyncza
Nicole Vaidišová wygrała sześć turniejów WTA w grze pojedynczej i dnia 14 maja 2007 klasyfikowana była na najwyższym, siódmym miejscu w swojej karierze. Ponadto dwukrotnie dochodziła do półfinałów imprez wielkoszlemowych. Miało to miejsce podczas French Open 2006 i Australian Open 2007.

#### 2003-2004
W swoim pierwszym występie w kobiecym turnieju ITF, w październiku 2003 w Pilźnie, odniosła zwycięstwo, pokonując w finale Andreę Hlaváčkovą. W lutym 2004 została wicemistrzynią w Midland, a potem ponownie triumfowała w Columbus. W każdym z tych zawodów wystąpiła jako zawodniczka nieklasyfikowana w rankingu WTA. W efekcie w marcu zadebiutowała w imprezie WTA w Acapulco i od razu zdołała awansować do ćwierćfinału po zwycięstwach nad Lubomirą Kurhajcovą i Shinobu Asagoe. Później przegrała w pierwszej rundzie turnieju w Miami. Próbowała swoich sił w eliminacjach do French Open i Wimbledonu, ale nie dostała się do drabinki głównej.
Stała się sprawczynią sensacji, kiedy w sierpniu 2004 jako kwalifikantka, sklasyfikowana na 180. miejscu w rankingu WTA Tour, wygrała turniej w Vancouver. Najpierw przeszła bez straty seta przez eliminacje, by później wygrać wszystkie mecze w drabince głównej, pokonując cztery zawodniczki z pierwszej setki rankingu, w tym Milagros Sequerą (74 w rankingu WTA) 6:4, 6:1, Aliną Żydkową (77 WTA) 7:5, 3:6, 6:4 i w finale z Laurą Granville (82 WTA) 2:6, 6:4, 6:2. Miała wówczas piętnaście lat, trzy miesiące i dwadzieścia trzy dni, dzięki czemu została szóstą najmłodszą zdobywczynią tytułu w historii WTA. Równolegle kontynuowała występy juniorskie.
Przeszła eliminancje w US Open, ale w swoim pierwszym oficjalnym meczu wielkoszlemowym trafiła na liderkę rankingu Justine Henin-Hardenne, z którą przegrała 1:6, 4:6.
Na początku października 2004 roku otrzymała dziką kartę, dzięki której wystąpiła w turnieju w Tokio. W drodze do ćwierćfinału w pokonała Tatianę Golovin (29 WTA), by ulec w nim Klárze Koukalovej 3:6, 0:6. Drugi tytuł indywidualny WTA zdobyła w Taszkencie po finale z Virginie Razzano 5:7, 6:3, 6:2. Sezon zakończyła w pierwszej setce światowej klasyfikacji - na 77 miejscu.

#### 2005
W styczniu 2005 doszła do ćwierćfinału w Hobart. Awansowała też do trzeciej rundy Australian Open, pokonując Jelenę Kostanić (35 WTA), ulegając ówczesnej liderce rankingu Lindsay Davenport 2:6, 4:6. W lutym doszła do półfinału w Memphis. Później przegrywała w trzecich rundach w Indtan Wells i Miami, wygrywając jednak w drugich rundach po raz pierwszy w karierze z przedstawicielkami TOP 20 rankingu - Karoliną Šprem (18 WTA) 6:1, 3:6, 6:1 i Jeleną Janković (20 WTA) 6:2, 7:6(6).
Później osiągnęła ćwierćfinał w Charleston, ogrywając w drugiej rundzie Anastasiję Myskinę (6 WTA) 6:3, 5:7, 6:4. W maju została wicemistrzynią turnieju w Stambule, przegrywając z Venus Williams 3:6, 2:6. Odpadła jednak w drugiej rundzie French Open i Birmingham, w pierwszej na turnieju w Eastbourne. Mimo to awansowała na 30. miejsce w rankingu WTA. Następnie przegrała w trzeciej rundzie Wimbledonu ze Swietłaną Kuzniecową 5:7, 7:6(5), 2:6. Osiągnęła jeszcze ćwierćfinał w Toronto i czwartą rundę US Open. Na przełomie września i października wygrała trzy kolejne imprezy WTA z rzędu: w Seulu po finale z Jeleną Janković, w Tokio po finale z Tatianą Golovin i w Bangkoku po finale z Nadieżdą Pietrową. Została szóstą tenisistką w dziejach, która pięć tytułów profesjonalnych zdobyła przed siedemnastymi urodzinami (pozostałe to Tracy Austin, Andrea Jaeger, Monica Seles, Jennifer Capriati i Martina Hingis), ponadto była pierwszą tenisistką, która triumfowała w trzech występach z rzędu od ponad roku (dokonała tego Lindsay Davenport). Sezon zakończyła na piętnastym miejscu rankingu WTA.

#### 2006
W styczniu 2006 znalazła się w półfinale w Sydney i czwartej rundzie Australian Open, a w maju wygrała swój szósty turniej w Strasburgu (jak się potem okazało, ostatni w karierze). We French Open pokonała w czwartej rundzie mistrzynię Australian Open i światowy numer jeden, Amélie Mauresmo, oraz w ćwierćfinale Venus Williams, by ostatecznie dojść do półfinału, przegranego ze Swietłaną Kuzniecową pomimo prowadzenia 7:5, 5:3. Był to najlepszy wielkoszlemowy wynik Vaidišovej w grze pojedynczej. Na Wimbledonie doszła do czwartej rundy, w której przegrała z Li Na 6:4, 1:6, 3:6. W dalszej części roku zagrała w półfinałach w Stanford i San Diego, gdzie dwukrotnie została zatrzymana przez Kim Clijsters: 5:7, 2:6 i 2:6, 6:7(0). Mecz trzeciej rundy w Montrealu oddała walkowerem Nicole Pratt, a w US Open przegrała z Jeleną Janković 7:5, 3:6, 2:6. Liderkę rankingu WTA Amélie Mauresmo pokonała drugi raz w sezonie w ćwierćfinale w Moskwie, by przegrać w półfinale z piątą zawodniczką globu Nadieżdą Pietrową 0:6, 6:4, 6:7(3). Rok zakończyła występem w półfinale w Linzu, ponownie ulegając Pietrowej - 1:6, 2:6. Sezon 2006 zakończyła na dziesiątym miejscu rankingu WTA; przekroczyła też milion dolarów swoich zarobków na kortach, jako piąta najmłodsza kobieta w historii.

#### 2007
W styczniu 2007 powtórzyła półfinał turnieju w Sydney, eliminując po drodze dwie przedstawicielki TOP 20 - Danielę Hantuchovą (17 WTA) i Anę Ivanović (14 WTA). W Australian Open wyrównała swoje najlepsze osiągnięcie wielkoszlemowe, dochodząc do półfinału, w którym przegrała z późniejszą mistrzynią, Sereną Williams 6:7(5), 4:6. Zagrała w ćwierćfinałach w Indian Wells (porażka z późniejszą finalistką Swietłaną Kuzniecową 6:4, 3:6, 4:6)  i Miami (porażka z późniejszą zwyciężczynią Sereną Williams 1:6, 4:6). 14 maja 2007 roku, na dwa tygodnie, osiągnęła swój najlepszy wynik, kiedy to była sklasyfikowana na siódmym miejscu w rankingu WTA. Później osiągała ćwierćfinały podczas French Open i w Eastbourne oraz po raz pierwszy na Wimbledonie. Na londyńskiej trawie po raz trzeci w karierze pokonała broniącą tytułu Mauresmo 7:6(6), 4:6, 6:1. W ćwierćfinale jednak uległa Anie Ivanović 6:4, 2:6, 5:7. W sierpniu zdołała wygrać tylko dwa mecze podczas wielkoszlemowego US Open - porażka w trzeciej rundzie z Szachar Pe’er (19 WTA) 4:6, 6:3, 6:7(5). Ponownie tylko dwa mecze (ćwierćfinał) zdołała wygrać w Moskwie - porażka z późniejszą finalistką Sereną Williams 4:6, 6:7(7). Spadła wówczas na 15. miejsce w rankingu. Do końca roku osiągnęła jednak dwa półfinały w Zurychu i Linzu, co pozwoliło jej zakończyć sezon na 12. pozycji.

#### 2008
W styczniu 2008 roku doszła do ćwierćfinału Gold Coast, w którym niespodziewanie przegrała z Li Na 3:6, 3:6. Po raz trzeci z rzędu osiągnęła półfinał w Sydney, w którym przegrała ze Swietłaną Kuzniecową 5:7, 6:7(4). W czwartej rundzie Australian Open musiała uznać wyższość Sereny Williams, przegrywając 3:6, 4:6. Później zaczęła notować coraz słabsze występy. Porażki w pierwszych meczach w pięciu kolejnych turniejach: w Indian Wells z Casey Dellacquą (56 WTA) 1:6, 6:3, 4:6, w Miami z kwalifikantką Alisą Klejbanową (83 WTA) 4:6, 0:6, w Berlinie z Giselą Dulko (48 WTA) 6:4, 1:6, 2:6, w Rzymie z Jekatieriną Makarową (72 WTA) 4:6, 6:4, 2:6, we French Open z kwalifikantką Ivetą Melzer 6:7(2), 1:6, spowodowały spadek Vaidišovej w rankingu WTA Tour na 19 pozycję. Następny pojedynek wygrała dopiero w czerwcu w Birmingham. Wygrała dwa mecze, a przegrała w ćwierćfinale ze sklasyfikowaną na 81. miejscu Bethanie Mattek 3:6, 0:6. Honor uratowała drugim z rzędu ćwierćfinałem Wimbledonu, w którym jednak nie dała rady notowanej na 133. miejscu Zheng Jie. Do końca roku zdołała wygrać już tylko dwa spotkania: w Los Angeles i US Open, ale aż w siedmiu meczach musiała uznać wyższość rywalek. W tym roku Vaidišová wygrała i przegrała po dziewiętnaście spotkań, co znacznie obniżyło jej pozycję rankingową - spadła na 41. miejsce. Ponadto zmagała się z kontuzją nadgarstka.

#### 2009
Sezon 2009 rozpoczęła od porażki w drugiej rundzie w Auckland z Jeleną Wiesniną 4:6, 3:6. Później odpadała w pierwszych meczach w turniejach Hobart, Australian Open i Paryżu. Najdalej zaszła do trzeciej rundy w Indian Wells i Miami (porażki odpowiednio z Jill Craybas 4:6, 3:6 i Swietłaną Kuzniecową 1:6, 4:6). Późniejsze seryjne porażki (drugie rundy na turniejach w Marbelli, Barcelonie, eliminacje w Rzymie, pierwsza runda French Open, eliminacje w Eastburne, pierwsza runda Wimbledonu, w Pradze i Los Angeles), spowodowały, że spadła na 188. miejsce w rankingu i musiała szukać punktów w rozgrywkach Międzynarodowej Federacji Tenisowej.

#### 2010
Rok 2010 rozpoczęła od porażek w pierwszych rundach turniejów rangi ITF w Lutz i Midland. Jej ostatni występ w WTA Tour miał miejsce w lutym 2010 w Memphis; wygrała z Laurą Granville 6:4, 6:2, a następnie przegrała z Kaią Kanepi 6:4, 1:6, 3:6. Ze światowymi kortami pożegnała się porażką w pierwszej rundzie ITF w Hammond z Heather Watson 6:4, 6:7(10), 6:7(4). W 2009 roku "spadła na 188. miejsce i zabrakło jej motywacji oraz siły, by z peryferii, na których się znalazła, podjąć próbę powrotu na salony kobiecego tenisa. Walczyła bardziej ze słabościami własnego organizmu i rosnącym zniechęceniem niż z rywalkami. Tak pozostało do końca jej kariery, który nastąpił w marcu 2010 roku". Po nieudanych występach "Nicole ogłosiła, że ma dosyć i kończy zawodową karierę".

#### 2014
W sierpniu 2014 roku poinformowała o wznowieniu kariery tenisowej. Dostała dziką kartę do turnieju ITF w Albuquerque. Wygrała jeden mecz, ale pozwoliło jej to wrócić do rankingu WTA – na 993. pozycję. Drugą dziką kartę dostała do turnieju ITF w Las Vegas, w którym doszła już do ćwierćfinału. Do końca roku zagrała jeszcze w dwóch turniejach ITF i zakończyła sezon na 602. miejscu w rankingu WTA Tour.

#### 2015
Początek sezonu 2015 miała nieudany, gdyż trzykrotnie przegrała eliminacje do turniejów ITF: w Plantation, Daytona Beach i Sunrise. W lutym osiągnęła już półfinał w Midland, eliminując pięć zawodniczek sklasyfikowanych wyżej od niej. W marcu 2015 dostała dziką kartę i po raz pierwszy od lutego 2010 roku zagrała w turnieju rangi WTA International Series – w Monterrey. Udanie przeszła kwalifikacje, ale w pierwszej rundzie turnieju głównego nie sprostała rozstawionej z numerem pierwszym Anie Ivanović, przegrywając 1:6, 6:7(4). Pod koniec marca ponownie dostała dziką kartę, dzięki której wystąpiła w głównej drabince turnieju rangi WTA Premier Mandatory w Miami. W pierwszej rundzie wygrała z Tímeą Babos 6:1, 7:6(4), lecz w drugiej musiała uznać wyższość rozstawionej z numerem trzecim Simony Halep 4:6, 6:2, 1:6. Dobre występy pozwoliły jej wrócić do trzeciej setki rankingu WTA Tour - 289. miejsce na dzień 6 kwietnia 2015. Później jednak nie przeszła eliminacji do turniejów: ITF w Montpellier i WTA w Bukareszcie. Pod koniec sierpnia otrzymała dziką kartę do turnieju ITF Powiat Poznański Open w Sobocie z pulą nagród 75 tysięcy dolarów. Doszła tam do ćwierćfinału, w którym przegrała z Martiną Borecką 6:1, 6:7(1), 1:6. Tydzień później zaliczyła kolejny ćwierćfinał, tym razem w turnieju ITF w Pradze. Dzięki tym występom awansowała na 238. miejsce rankingu WTA - najwyższe od marca 2010 roku.
Po ponad miesięcznej przerwie wznowiła starty podczas turniejów w Azji. Rozstawiona z numerem ósmym przystąpiła do kwalifikacji do turnieju rangi WTA International Series w Seulu, w których niespodziewanie przegrała w pierwszej rundzie z notowaną o ponad dwieście miejsc niżej w rankingu WTA Tour (ranking na dzień 14.09.2015: Vaidišová - 231 miejsce, Miyamura - 441) Japonką Miki Miyamurą 2:6, 3:6. Prawie miesiąc później przystąpiła do kolejnych kwalifikacji do turnieju WTA w Tianjin. Wygrała wszystkie trzy mecze, dzięki czemu dostała się do turnieju głównego. Przegrała jednak już w pierwszym meczu z posiadaczką dzikiej karty Duan Yingying 3:6, 3:6. Później poinformowała poprzez swój profil na Facebooku, że z przyczyny kontuzji stopy musi zakończyć sezon i zrezygnować z zaplanowanych dwóch startów w turniejach ITF.

#### 2016
Vaidišová nowy sezon rozpoczęła startem w turnieju ITF w Wesley Chapel na Florydzie z pulą nagród 25 000 dolarów. Doszła do ćwierćfinału, w którym musiała uznać wyższość rozstawionej z numerem pierwszym Shelby Rogers 2:6, 5:7. Tydzień później, podczas turnieju w Maui, znowu przegrała z turniejową "jedynką", tylko że już w pierwszej rundzie - z Christiną McHale 0:6, 6:7(5). W lutym w Midland broniła punktów za półfinał sprzed roku, lecz jednak przegrała już w eliminacjach, przez co spadła z 248. pozycji na 315. miejsce w rankingu WTA Tour. Później przystąpiła do turnieju ITF w szwajcarskim Kreuzlingen, w którym znowu w pierwszej rundzie musiała grać z zawodniczką rozstawioną z numerem pierwszym. Przegrała z Carina Witthöft 1:6, 6:7(5).
Pod koniec lutego otrzymała dziką kartę do eliminacji do turnieju rangi WTA International Series w Kuala Lumpur, lecz z powodu kontuzji prawego nadgarstka nie przystąpiła do pierwszego meczu. W kwietniu i maju przystąpiła do turniejów rangi ITF w Puli i Győr, ale w obu skreczowała.
20 lipca 2016 poinformowała o oficjalnym zakończeniu kariery zawodowej.

### Gra podwójna
Nicole Vaidišová sporadycznie występowała w turniejach gry podwójnej WTA. Jej najlepsze osiągnięcia to półfinał z Filadelfii w 2004 roku i trzecia runda Australian Open 2008. W klasyfikacji światowej zajmowała najwyżej 128. miejsce, działo się to 2 października 2006.
W marcu 2003 odnotowała deblowy debiut w WTA Tour; w parze z Tatianą Golovin uległy w pierwszej rundzie w Miami Jelenie Diemietjewej i Linie Krasnoruckiej. Rok później w tym samym miejscu wygrała pierwszy oficjalny mecz gry podwójnej, tym razem jej partnerką była Ana Ivanović. W październiku w Filadelfii razem z Maureen Drake po raz pierwszy awansowała do półfinału, pokonując między innymi Corinę Morariu i Květę Peschke. W styczniu 2006 zadebiutowała w turnieju wielkoszlemowym w tej konkurencji.
Odkąd zaczęła odnosić sukcesy w grze pojedynczej, jej występy deblowe były sporadyczne. W styczniu 2008 z Barborą Záhlavovą-Strýcovą przeszła do trzeciej rundy Australian Open i jest to jej najlepszy rezultat w karierze. W meczu otwarcia Czeszki pokonały Lisę Raymond i Francescę Schiavone. Ostatni występ odnotowała w Memphis w lutym 2010, razem z Arantxą Rus zostały pokonane w pierwszej rundzie przez Eleni Daniilidu i Jasmin Wöhr.

### Gra mieszana
Nicole Vaidišová w trakcie swojej kariery trzykrotnie próbowała sił w rywalizacji mikstów podczas imprez wielkoszlemowych. W 2005 roku występowała z Markiem Knowlesem. We French Open przegrali w drugiej rundzie z Samanthą Stosur i Paulem Hanleyem, w US Open polegli na tym samym etapie po konfrontacji z Rennae Stubbs i Bobem Bryanem. Wzięła udział w Wimbledonie 2008 w parze z rodakiem Lukášem Dlouhym, dotarli do trzeciej rundy, wyeliminowani przez parę narzeczonych, Mariję Kirilenko i Igora Andriejewa.

### Występy reprezentacyjne
Od 2005 do 2008 roku czynnie reprezentowała Czechy w rozgrywkach o Puchar Federacji. Zadebiutowała w pojedynku Grupy Światowej II przeciwko Japonkom, gdzie zdobyła punkt ogrywając Aiko Nakamurę. Kilka miesięcy później w barażach Grupy Światowej zdobyła dwa jedyne punkty dla swojej drużyny, triumfując nad Robertą Vinci i Francescą Schiavone. W 2006 w meczu z Francuzkami pokonała Nathalie Dechy i Tatianę Golovin, a w 2007 i 2008 zwyciężyła wszystkie najlepsze tenisistki słowackie w tamtym czasie: Dominikę Cibulkovą, Danielę Hantuchovą i Magdalénę Rybarikovą.
W 2008 roku wystąpiła w letnich igrzyskach olimpijskich w Pekinie. W grze pojedynczej w pierwszej rundzie została pokonana przez Alizé Cornet, a w grze podwójnej w parze z Ivetą Benešovą musiały uznać wyższość przyszłych mistrzyń olimpijskich, Venus Williams i Sereny Williams.

### Zakończenie kariery w 2010 roku
W obliczu coraz słabszych występów Nicole Vaidišová ogłosiła dnia 16 marca 2010, że kończy karierę tenisową. Zrobiła to w wieku dwudziestu lat i zajmowała 176. miejsce w rankingu światowym. Jednocześnie poinformowała, że zamierza poślubić swojego narzeczonego i reprezentacyjnego kolegę, Radka Štěpánka.
W czasie trwania swojej kariery wygrała sześć singlowych tytułów WTA i dwukrotnie wystąpiła w półfinałach imprez wielkoszlemowych. Dokonała tego w wieku kilkunastu lat, czym zapisała się w księgach tenisowych rekordów. Na korcie zarobiła niecałe trzy miliony dolarów amerykańskich. Rok 2007 zakończyła na dwunastym miejscu listy WTA, a rok 2006 o dwa oczka wyżej. W sumie do zakończenia kariery w 2010 roku wygrała 190 spośród 283 rozegranych zawodowych pojedynków (67%).

### Po zakończeniu kariery tenisowej
W listopadzie 2010 Vaidišová po raz pierwszy pojawiła się z mężem na oficjalnej imprezie - charytatywnym pokazie mody w Pradze. Zasiadała też na trybunach podczas jego występów w Brisbane International 2011, Barclays ATP World Tour Finals 2012 i w zwycięskim dla Czechów finale Pucharu Davisa 2012.

## Życie prywatne
Nicole Vaidišová jest przybraną córką Alexa Kodata, który od 2009 roku był jej trenerem tenisowym. Do uprawiania tego sportu zachęciła ją matka, Riana. Vaidišová ma dwóch młodszych braci, Oliviera i Toby’ego. Urodziła się w Norymberdze i do szóstego roku życia mieszkała w Niemczech. Lubi czytać, oglądać filmy, praktykować jogę i jeździć na rowerze. Jest fanką Madonny. Mówi po czesku, niemiecku, angielsku i francusku. Jej ulubionym miastem jest Nowy Jork.
17 lipca 2010 roku w Pradze wyszła za czeskiego tenisistę, Radka Štěpánka. Ślub nastąpił trzy lata po tym, jak mężczyzna rozstał się z Martiną Hingis. W czerwcu 2013 menedżer Štěpánka potwierdził, że para rozstała się i przygotowuje się do rozwodu. W 2013 małżeństwo rozpadło się, po czym w 2018 nastąpił ich ponowny ślub.

## Finały turniejów WTA
| Legenda                | Legenda |
| ---------------------- | ------- |
| Wielki Szlem           |         |
| Igrzyska olimpijskie   |         |
| WTA Tour Championships |         |
| 1988 – 2008            |         |
| Kategoria I            |         |
| Kategoria II           |         |
| Kategoria III          |         |
| Kategoria IV           |         |
| Kategoria V            |         |

### Gra pojedyncza 7 (6-1)
| Końcowy wynik | Nr | Data                 | Turniej   | Nawierzchnia | Przeciwniczka     | Wynik finału      |
| ------------- | -- | -------------------- | --------- | ------------ | ----------------- | ----------------- |
| Zwyciężczyni  | 1. | 15 sierpnia 2004     | Vancouver | Twarda       | Laura Granville   | 2:6, 6:4, 6:2     |
| Zwyciężczyni  | 2. | 17 października 2004 | Taszkent  | Twarda       | Virginie Razzano  | 5:7, 6:3, 6:2     |
| Finalistka    | 1. | 22 maja 2005         | Stambuł   | Ceglana      | Venus Williams    | 3:6, 2:6          |
| Zwyciężczyni  | 3. | 2 października 2005  | Seul      | Twarda       | Jelena Janković   | 7:5, 6:3          |
| Zwyciężczyni  | 4. | 9 października 2005  | Tokio     | Twarda       | Tatiana Golovin   | 7:6(4), 3:2 krecz |
| Zwyciężczyni  | 5. | 16 października 2005 | Bangkok   | Twarda       | Nadieżda Pietrowa | 6:1, 6:7(5), 7:5  |
| Zwyciężczyni  | 6. | 27 maja 2006         | Strasburg | Ceglana      | Peng Shuai        | 7:6(7), 6:3       |

## Historia występów wielkoszlemowych
Legenda
     W, wygrany turniej
     F, przegrana w finale
     SF, przegrana w półfinale
     QF, przegrana w ćwierćfinale
     xR, przegrana w x rundzie
     A, brak startu

### Występy w grze pojedynczej
| Turniej         | 2004 | 2005 | 2006 | 2007 | 2008 | 2009 | 2010           | 2011           | 2012           | 2013           | 2014           | 2015 |
| --------------- | ---- | ---- | ---- | ---- | ---- | ---- | -------------- | -------------- | -------------- | -------------- | -------------- | ---- |
| Australian Open | A    | 3R   | 4R   | SF   | 4R   | 1R   | A              | koniec kariery | koniec kariery | koniec kariery | koniec kariery | A    |
| French Open     | A    | 2R   | SF   | QF   | 1R   | 1R   | koniec kariery | koniec kariery | koniec kariery | koniec kariery | koniec kariery | A    |
| Wimbledon       | A    | 3R   | 4R   | QF   | QF   | 1R   | koniec kariery | koniec kariery | koniec kariery | koniec kariery | koniec kariery | A    |
| US Open         | 1R   | 4R   | 3R   | 3R   | 2R   | A    | koniec kariery | koniec kariery | koniec kariery | koniec kariery | koniec kariery | A    |

### Występy w grze podwójnej
| Turniej         | 2004 | 2005 | 2006 | 2007 | 2008 | 2009 | 2010           | 2011           | 2012           | 2013           | 2014           | 2015 |
| --------------- | ---- | ---- | ---- | ---- | ---- | ---- | -------------- | -------------- | -------------- | -------------- | -------------- | ---- |
| Australian Open | A    | A    | 1R   | 1R   | 3R   | A    | A              | koniec kariery | koniec kariery | koniec kariery | koniec kariery | A    |
| French Open     | A    | A    | 1R   | A    | A    | 1R   | koniec kariery | koniec kariery | koniec kariery | koniec kariery | koniec kariery | A    |
| Wimbledon       | A    | 1R   | 2R   | 2R   | A    | 1R   | koniec kariery | koniec kariery | koniec kariery | koniec kariery | koniec kariery | A    |
| US Open         | A    | 1R   | A    | A    | A    | A    | koniec kariery | koniec kariery | koniec kariery | koniec kariery | koniec kariery | A    |

## Wygrane turnieje singlowe ITF
|    | Data       | Turniej  | Kat. | ($)    | Naw.     | Finalistka        | Wynik       |
| 1. | 19/10/2003 | Pilzno   | ITF  | 10 000 | dywanowa | Andrea Hlaváčková | 7:6(5), 6:4 |
| 2. | 22/02/2004 | Columbus | ITF  | 25 000 | twarda   | Peng Shuai        | 7:6(2), 7:5 |

## Finały juniorskich turniejów wielkoszlemowych

### Gra pojedyncza (1)
| Końcowy wynik | Rok  | Turniej         | Nawierzchnia | Przeciwniczka | Wynik finału |
| Finalistka    | 2004 | Australian Open | Twarda       | Szachar Pe’er | 1:6, 4:6     |

### Gra podwójna (1)
| Końcowy wynik | Rok  | Turniej         | Nawierzchnia | Partnerka          | Przeciwniczki              | Wynik finału |
| Finalistka    | 2004 | Australian Open | Twarda       | Veronika Chvojková | Chan Yung-jan Sun Shengnan | 5:7, 3:6     |

## Zwycięstwa nad zawodniczkami klasyfikowanymi w danym momencie w TOP 20 rankingu
| Sezon      | 2003 | 2004 | 2005 | 2006 | 2007 | 2008 | 2009 | 2010 | 2014 | 2015 | 2016 |
| Zwycięstwa | 0    | 0    | 6    | 6    | 7    | 3    | 0    | 0    | 0    | 0    | 0    |

| #    | Zawodnik            | Ranking | Turniej                         | Nawierzchnia    | Runda | Wynik            |
| ---- | ------------------- | ------- | ------------------------------- | --------------- | ----- | ---------------- |
| 2005 |                     |         |                                 |                 |       |                  |
| 1.   | Karolina Šprem      | Nr 18   | Indian Wells, Stany Zjednoczone | Twarda          | 2R    | 6:1, 3:6, 6:1    |
| 2.   | Jelena Janković     | Nr 20   | Miami, Stany Zjednoczone        | Twarda          | 2R    | 6:2, 7:6(6)      |
| 3.   | Anastasija Myskina  | Nr 6    | Charleston, Stany Zjednoczone   | Ceglana         | 2R    | 6:3, 5:7, 6:4    |
| 4.   | Nathalie Dechy      | Nr 15   | Toronto, Kanada                 | Twarda          | 2R    | 6:2, 6:4         |
| 5.   | Jelena Janković     | Nr 17   | Seul, Korea Południowa          | Twarda          | F     | 7:5, 6:3         |
| 6.   | Nadieżda Pietrowa   | Nr 9    | Bangkok, Tajlandia              | Twarda          | F     | 6:1, 6:7(5), 7:5 |
| 2006 |                     |         |                                 |                 |       |                  |
| 7.   | Daniela Hantuchová  | Nr 17   | Sydney, Australia               | Twarda          | QF    | 6:3, 3:1 krecz   |
| 8.   | Flavia Pennetta     | Nr 20   | Australian Open, Australia      | Twarda          | 3R    | 6:4, 6:2         |
| 9.   | Amélie Mauresmo     | Nr 1    | French Open, Francja            | Ceglana         | 4R    | 6:7(5), 6:1, 6:2 |
| 9.   | Venus Williams      | Nr 13   | French Open, Francja            | Ceglana         | QF    | 6:7(5), 6:1, 6:3 |
| 10.  | Daniela Hantuchová  | Nr 17   | San Diego, Stany Zjednoczone    | Twarda          | QF    | 6:4, 6:2         |
| 11.  | Amélie Mauresmo     | Nr 1    | Moskwa, Rosja                   | Twarda          | QF    | 1:6, 7:5, 7:6(3) |
| 12.  | Jelena Janković     | Nr 12   | Linz, Austria                   | Twarda          | QF    | 5:7, 7:6(5), 6:4 |
| 2007 |                     |         |                                 |                 |       |                  |
| 13.  | Daniela Hantuchová  | Nr 17   | Sydney, Australia               | Twarda          | 1R    | 6:1, 6:4         |
| 14.  | Ana Ivanović        | Nr 14   | Sydney, Australia               | Twarda          | QF    | 6:4, 6:2         |
| 15.  | Jelena Diemientjewa | Nr 8    | Australian Open, Australia      | Twarda          | 4R    | 6:3, 6:3         |
| 16.  | Daniela Hantuchová  | Nr 14   | Fed Cup, Słowacja               | Ceglana         | R1    | 6:2, 6:7(1), 6:3 |
| 17.  | Amélie Mauresmo     | Nr 4    | Wimbledon, Wielka Brytania      | Trawiasta       | 4R    | 7:6(6), 4:6, 6:1 |
| 18.  | Jelena Janković     | Nr 3    | Zurych, Szwajcaria              | Dywanowa (hala) | 2R    | 6:4, 6:4         |
| 19.  | Dinara Safina       | Nr 16   | Linz, Austria                   | Twarda          | QF    | 6:3, 7:6(7)      |
| 2008 |                     |         |                                 |                 |       |                  |
| 20.  | Daniela Hantuchová  | Nr 9    | Sydney, Australia               | Twarda          | 2R    | 6:4, 6:2         |
| 21.  | Jelena Janković     | Nr 3    | Sydney, Australia               | Twarda          | QF    | 6:4, 4:6, 6:4    |
| 22.  | Anna Czakwetadze    | Nr 8    | Wimbledon, Wielka Brytania      | Trawiasta       | 4R    | 4:6, 7:6(0), 6:3 |

## Bilans spotkań z zawodniczkami z TOP 10 rankingu WTA
Bilans bezpośrednich spotkań z tenisistkami, które kiedykolwiek znajdowały się w TOP 10 rankingu WTA Tour.
Stan na 29.02.2016.
| Tenisistka                                                  | Mecze | W  | P  | %    | Pierwsze spotkanie, wynik                                            | Ostatnie spotkanie, wynik                               |
| ----------------------------------------------------------- | ----- | -- | -- | ---- | -------------------------------------------------------------------- | ------------------------------------------------------- |
| Zawodniczki sklasyfikowane najwyżej na 1. miejscu rankingu  |       |    |    |      |                                                                      |                                                         |
| Wiktoryja Azaranka                                          | 3     | 2  | 1  | 67%  | Memphis, 2006, Azaranka 7:6(5), 2:6, 6:4                             | Wimbledon, 2007, Vaidišová 6:4, 6:2                     |
| Kim Clijsters                                               | 2     | 0  | 2  | 0%   | Stanford, 2006, Clijsters 7:5, 6:2                                   | San Diego, 2006, Clijsters 6:2, 7:6(0)                  |
| Lindsay Davenport                                           | 1     | 0  | 1  | 0%   | Australian Open, 2005, Davenport 6:2, 6:4                            | Australian Open, 2005, Davenport 6:2, 6:4               |
| Justine Henin                                               | 4     | 0  | 4  | 0%   | US Open, 2004, Henin 6:1, 6:4                                        | Linz, 2007, Henin 3:6, 6:3, 7:5                         |
| Martina Hingis                                              | 1     | 0  | 1  | 0%   | Rzym, 2006, Hingis 7:5, 6:3                                          | Rzym, 2006, Hingis 7:5, 6:3                             |
| Ana Ivanović                                                | 5     | 1  | 4  | 20%  | Miami, 2005, Ivanović 6:2, 7:6(4)                                    | Monterrey, 2015, Ivanović 6:1, 7:6(4)                   |
| Jelena Janković                                             | 9     | 6  | 3  | 67%  | Miami, 2005, Vaidišová 6:2, 7:6(6)                                   | Sydney, 2008, Vaidišová 6:4, 4:6, 6:4                   |
| Amélie Mauresmo                                             | 5     | 3  | 2  | 60%  | Filadelfia, 2005, Mauresmo 7:5, 7:5                                  | Wimbledon, 2007, Vaidišová 7:6(6), 4:6, 6:1             |
| Dinara Safina                                               | 2     | 2  | 0  | 100% | Hobart, 2005, Vaidišová 6:1, 4:6, 6:3                                | Linz, 2007, Vaidišová 6:3, 7:6(7)                       |
| Serena Williams                                             | 4     | 0  | 4  | 0%   | Australian Open, 2007, Williams 7:6(5), 6:4                          | Australian Open, 2008, Williams 6:3, 6:4                |
| Venus Williams                                              | 2     | 1  | 1  | 50%  | Stambuł, 2005, Williams 6:3, 6:2                                     | French Open, 2006, Vaidišová 6:7(7), 6:1, 6:3           |
| podsumowanie                                                | 38    | 15 | 23 | 39%  |                                                                      |                                                         |
| Zawodniczki sklasyfikowane najwyżej na 2. miejscu rankingu  |       |    |    |      |                                                                      |                                                         |
| Simona Halep                                                | 1     | 0  | 1  | 0%   | Miami, 2015, Halep 6:4, 2:6, 6:1                                     | Miami, 2015, Halep 6:4, 2:6, 6:1                        |
| Angelique Kerber                                            | 1     | 1  | 0  | 100% | Marbella, 2009, Vaidišová 3:6, 6:4, 6:4                              | Marbella, 2009, Vaidišová 3:6, 6:4, 6:4                 |
| Swietłana Kuzniecowa                                        | 5     | 0  | 5  | 0%   | Wimbledon, 2005, Kuzniecowa 7:5, 6:7(5), 6:2                         | Miami, 2009, Kuzniecowa 6:1, 6:4                        |
| Li Na                                                       | 3     | 0  | 3  | 0%   | Wimbledon, 2006, Li 4:6, 6:1, 6:3                                    | Stuttgart, 2008, Li 6:1, 6:2                            |
| Conchita Martínez                                           | 1     | 1  | 0  | 100% | Bangkok, 2005, Vaidišová 6:3, 6:0                                    | Bangkok, 2005, Vaidišová 6:3, 6:0                       |
| Anastasija Myskina                                          | 1     | 1  | 0  | 100% | Charleston, 2005, Vaidišová 6:3, 5:7, 6:4                            | Charleston, 2005, Vaidišová 6:3, 5:7, 6:4               |
| Wiera Zwonariowa                                            | 1     | 0  | 1  | 0%   | Eastbourne, 2005, Zwonariowa 6:3, 6:2                                | Eastbourne, 2005, Zwonariowa 6:3, 6:2                   |
| podsumowanie                                                | 13    | 3  | 10 | 23%  |                                                                      |                                                         |
| Zawodniczki sklasyfikowane najwyżej na 3. miejscu rankingu  |       |    |    |      |                                                                      |                                                         |
| Jelena Diemientjewa                                         | 2     | 1  | 1  | 50%  | Tokio, 2006, Diemientjewa 3:6, 6:1, 6:2                              | Australian Open, 2007, Vaidišová 6:3, 6:3               |
| Mary Pierce                                                 | 1     | 0  | 1  | 0%   | Indian Wells, 2005, Pierce 6:4, 6:4                                  | Indian Wells, 2005, Pierce 6:4, 6:4                     |
| Nadieżda Pietrowa                                           | 4     | 1  | 3  | 25%  | US Open, 2005, Pietrowa 7:6(4), 7:5                                  | Linz, 2006, Pietrowa 6:1, 6:2                           |
| podsumowanie                                                | 7     | 2  | 5  | 29%  |                                                                      |                                                         |
| Zawodniczki sklasyfikowane najwyżej na 4. miejscu rankingu  |       |    |    |      |                                                                      |                                                         |
| Francesca Schiavone                                         | 4     | 1  | 3  | 25%  | French Open, 2005, Schiavone 6:2, 7:6(5)                             | Barcelona, 2009, Schiavone 6:2, 6:3                     |
| Samantha Stosur                                             | 6     | 6  | 0  | 100% | Sydney, 2006, Vaidišová 6:4, 4:6, 6:1                                | Wimbledon, 2008, Vaidišová 6:2, 0:6, 6:4                |
| podsumowanie                                                | 10    | 7  | 3  | 70%  |                                                                      |                                                         |
| Zawodniczki sklasyfikowane najwyżej na 5. miejscu rankingu  |       |    |    |      |                                                                      |                                                         |
| Anna Czakwetadze                                            | 3     | 3  | 0  | 100% | Australian Open, 2006, Vaidišová 6:2, 6:1                            | Wimbledon, 2008, Vaidišová 4:6, 7:6(0), 6:3             |
| Daniela Hantuchová                                          | 6     | 5  | 1  | 83%  | Sydney, 2006, Vaidišová 6:3, 3:1 krecz                               | Sydney, 2008, Vaidišová 6:4, 6:2                        |
| Lucie Šafářová                                              | 5     | 3  | 2  | 60%  | French Open, 2005, Vaidišová 4:6, 6:0, 6:4                           | Paryż, 2007, Šafářová 6:4, 6:2                          |
| podsumowanie                                                | 14    | 11 | 3  | 79%  |                                                                      |                                                         |
| Zawodniczki sklasyfikowane najwyżej na 6. miejscu rankingu  |       |    |    |      |                                                                      |                                                         |
| Flavia Pennetta                                             | 4     | 3  | 1  | 75%  | Accapulco, 2004, Pennetta 6:4, 6:3                                   | Linz, 2007, Vaidišová 4:6, 6:3, 7:6(4)                  |
| Chanda Rubin                                                | 1     | 1  | 0  | 100% | US Open, 2006, Vaidišová 6:4, 6:3                                    | US Open, 2006, Vaidišová 6:4, 6:3                       |
| podsumowanie                                                | 5     | 4  | 1  | 80%  |                                                                      |                                                         |
| Zawodniczki sklasyfikowane najwyżej na 7. miejscu rankingu  |       |    |    |      |                                                                      |                                                         |
| Marion Bartoli                                              | 2     | 2  | 0  | 100% | Seul, 2005, Vaidišová 6:4, 6:1                                       | Indian Wells, 2007, Vaidišová 4:6, 6:3, 6:2             |
| Patty Schnyder                                              | 1     | 0  | 1  | 0%   | Charleston, 2005, Schnyder 6:3, 6:2                                  | Charleston, 2005, Schnyder 6:3, 6:2                     |
| podsumowanie                                                | 3     | 2  | 1  | 67%  |                                                                      |                                                         |
| Zawodniczki sklasyfikowane najwyżej na 8. miejscu rankingu  |       |    |    |      |                                                                      |                                                         |
| Jekatierina Makarowa                                        | 2     | 1  | 1  | 50%  | Rzym, 2008, Makarowa 6:4, 4:6, 6:2                                   | Birmingham, 2008, Vaidišová 6:7(7), 6:2, 6:4            |
| Alicia Molik                                                | 1     | 1  | 0  | 100% | Australian Open, 2008, Vaidišová 6:2, 6:3                            | Australian Open, 2008, Vaidišová 6:2, 6:3               |
| Ai Sugiyama                                                 | 3     | 1  | 2  | 33%  | Pekin, 2006, Sugiyama 6:4, 1:6, 6:3                                  | Montreal, 2008, Sugiyama 6:3, 3:6, 6:2                  |
| podsumowanie                                                | 6     | 3  | 3  | 50%  |                                                                      |                                                         |
| Zawodniczki sklasyfikowane najwyżej na 10. miejscu rankingu |       |    |    |      |                                                                      |                                                         |
| Dominika Cibulková                                          | 2     | 2  | 0  | 100% | Puchar Federacji, mecz II Grupy Światowej w Bratysławie, 2007        | Puchar Federacji, mecz II Grupy Światowej w Brnie, 2008 |
| Marija Kirilenko                                            | 1     | 1  | 0  | 100% | Tokio, 2005, Vaidišová 6:4, 6:2                                      | Tokio, 2005, Vaidišová 6:4, 6:2                         |
| Roberta Vinci                                               | 2     | 1  | 1  | 100% | Fed Cup, mecz II Grupy Światowej w Libercu, 2005, Vaidišová 6:3, 6:4 | Marbella, 2009, Vinci 6:3, 6:3                          |
| podsumowanie                                                | 5     | 4  | 1  | 80%  |                                                                      |                                                         |
|                                                             |       |    |    |      |                                                                      |                                                         |
| podsumowanie                                                | 101   | 51 | 50 | 50%  |                                                                      |                                                         |

## Bilans spotkań w sezonie
| sezon        | występy singlowe | % wygranych    | mecze WTA      | % wygranych    | występy deblowe | % wygranych    |
| ------------ | ---------------- | -------------- | -------------- | -------------- | --------------- | -------------- |
| 2016         | 4 - 4            | 50%            | −              | −              | −               | −              |
| 2015         | 23 - 12          | 66%            | 7 - 5          | 58%            | −               | −              |
| 2014         | 7 − 5            | 58%            | −              | −              | −               | −              |
| 2013         | koniec kariery   | koniec kariery | koniec kariery | koniec kariery | koniec kariery  | koniec kariery |
| 2012         | koniec kariery   | koniec kariery | koniec kariery | koniec kariery | koniec kariery  | koniec kariery |
| 2011         | koniec kariery   | koniec kariery | koniec kariery | koniec kariery | koniec kariery  | koniec kariery |
| 2010         | 1 - 4            | 20%            | 1 − 1          | 50%            | 1 − 2           | 33%            |
| 2009         | 11 - 17          | 39%            | 9 - 16         | 36%            | 1 − 3           | 25%            |
| 2008         | 19 − 19          | 50%            | 19 − 19        | 50%            | 3 − 6           | 33%            |
| 2007         | 37 − 14          | 73%            | 37 − 14        | 73%            | 2 − 3           | 40%            |
| 2006         | 39 − 16          | 71%            | 39 − 16        | 71%            | 3 - 7           | 30%            |
| 2005         | 48 − 15          | 76%            | 48 − 15        | 76%            | 3 − 6           | 33%            |
| 2004         | 31 − 8           | 79%            | 22 − 7         | 76%            | 0 − 4           | 0%             |
| 2003         | 4 − 0 "          | 100%           | −              | −              | −               | −              |
| podsumowanie | 224 - 114        | 66%            | 182 - 93       | 66%            | 13 - 31         | 30%            |

" wygrany jeden turniej ITF
Legenda
     kolor żółty – najwięcej wygranych spotkań w jednym sezonie
     kolor pomarańczowy – najwyższy procent wygranych meczów

## Miejsca w rankingu na koniec roku
| sezon | Ranking singlowy | Ranking deblowy |
| ----- | ---------------- | --------------- |
| 2015  | 257              | −               |
| 2014  | 615              | −               |
| 2013  | −                | −               |
| 2012  | −                | −               |
| 2011  | −                | −               |
| 2010  | 495              | −               |
| 2009  | 188              | 481             |
| 2008  | 41               | 245             |
| 2007  | 12               | 218             |
| 2006  | 10               | 187             |
| 2005  | 15               | 192             |
| 2004  | 77               | 747             |
| 2003  | -                | −               |

Legenda
     kolor żółty – liderka rankingu
     kolor pomarańczowy – TOP 10
     kolor jasnobrązowy – TOP 20